# Штанцель Газ
Штанцель Газ, або Станіслав Газ (пом. бл. 1522) — львівський міщанин німецького походження, лавник, райця і війт міста.

## Життєпис
Засновник львівського патриціанського роду Газів. Про батьків нічого невідомо. У 1463 році замешкав у Львові. Через шлюб з Катериною, донькою львівського бурмистра Петера Лінднера, ввійшов до львівського патриціяту. У 1486 році став лавником. На цій посаді перебував 12 років. 1500 року входить до раєцької ради. Того ж року обраний війтом Львова.
Протягом 1507—1508 років разом з іншими райцями (зокрема Георгієм Войнаром) викупив за кошти з міської скарбниці в Яна Яцимірського села Сихів і Зубра. Доходи з цих сіл повинні були наповнювати раєцьку касу, звідки райці планували брати гроші на власні потреби. При цьому частину грошей на купівлю сіл витратили з міської скарбниці.
У 1519 році обраний до колегії урядуючих райців. Остання згадка припадає на 1522 рік.

## Родина
Перша дружина — Катаріна, донька львівського бурмистра Петра Лінднера. Діти:
- Реґіна

Друга дружина з 1485 року — Дорота. Діти:
- Еразм (д/н — бл. 1561), райця
- Станіслав (д/н — бл. 1585), бурмистр радецький
- донька, дружина доктора Станіслава Мозанца

## Майно
Звів власну кам'яницю (сьогодні відома як кам'яниця Чехуцька), а також мав дім на вулиці Краківській, будинок і город на Галицькому передмісті, розташування ще двох будинків, власником яких був Станіслав Газ на тепер встановити неможливо. Йому належав фільварок у с. Замарстинів.